# Stilla jag min blick vill fästa
Stilla jag min blick vill fästa är en psalm, skriven 1818 av Johan Olof Wallin. Den bearbetades 1981 av Lars Lindman och 1983 av Britt G. Hallqvist. Musiken är svensk och nedtecknad mellan 1694 och 1695.

## Publicerad i
- 1819 års psalmbok som nr 275 under rubriken "Kristligt sinne och förhållande - I allmänhet: Förhållandet till oss själva och nästan: Ödmjukhet, saktmod, stilla leverne" (med begynnelseorden Stilla jag på dig vill akta).
- 1937 års psalmbok som nr 403 under rubriken "Trons bevisning i levnaden" (med begynnelseorden Stilla jag på dig vill akta).
- 1986 års psalmbok som nr 519 under rubriken "Stillhet - meditation".